# Peter Bally

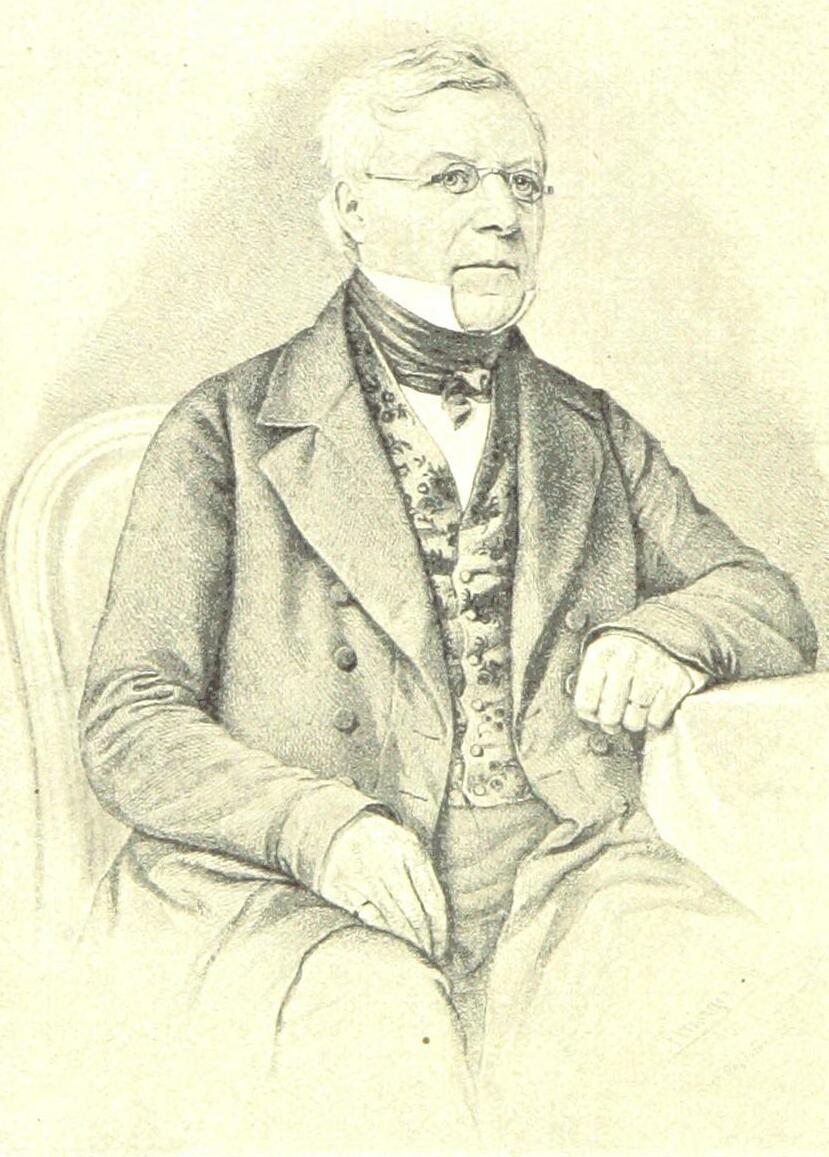
Peter Bally (1788–1849)

Peter Bally (* 10. Februar 1783 in Schönenwerd; † 23. November 1849 ebenda) war ein im Textilgewerbe tätiger Schweizer Unternehmer österreichischer Herkunft.

## Herkunft und Ausbildung
Bally war ein Sohn des aus Übersaxen in Vorarlberg stammenden, 1778 eingewanderter und in Schönenwerd sesshaft gewordenen wandernden Textilhändlers Franz Ulrich Bally. Bereits mit zwölf Jahren trat er in der Bandfabrik J. R. Meyer in Aarau ein, um zum Familieneinkommen beizutragen. Der Unternehmer wurde auf die Fähigkeiten von Bally aufmerksam und förderte ihn. Er lernte nicht nur die Betriebspraxis in Magazin und Kontor, sondern er besuchte für einige Fächer auch die Kantonsschule. In dieser Zeit lernte er Französisch und erwarb sich eine beachtliche kaufmännische Bildung.

## Unternehmerisches Handeln
Im Jahr 1804 stieg er in das schlecht gehende Handelsgeschäft seines Vaters ein. Seine Beteiligung machte er davon abhängig, dass ihm die Gesamtleitung übertragen würde. Den väterlichen Betrieb leitete er zusammen mit seinem Bruder Niklaus. Das Geschäft konzentrierte sich unter seiner Leitung auf den Vertrieb von Band- und Kramwaren. Schwerpunkte des Handels waren die Messen von Zürich, Neuenburg, Bern, Luzern und Zurzach. Der Sanierungsversuch der Brüder war erfolgreich und 1811 machte sie sich unter der Firma „Franz Ulrich Bally Söhne“ selbstständig vom Vater.
Im Jahr 1823 wurde der Handel durch die eigene Produktion von Bandwaren in Schönenwerd ergänzt. Im Jahr 1835 nutzte Bally die neuen wirtschaftlichen Möglichkeiten, die sich mit der Gründung des Deutschen Zollvereins ergeben hatten, aus und gründete eine erste mechanische Bandweberei in Säckingen im Großherzogtum Baden.

## Weiteres Wirken
Bally gründete die Sekundarschule in Schönenwerd im Jahr 1835 und unterstützte die Gründung einer Nähschule durch seine Frau 1834. Er war Mitglied im Kantonsrat von Solothurn und gehörte der Freisinnigen Partei an.

## Familie
Bally heiratete am 7. September 1807 die aus Schönenwerd stammende Anna Maria Herzog. Aus seiner Ehe entstammten vierzehn Kindern: elf Söhne und drei Töchter. Eines dieser Kinder war der spätere Grossindustrielle und Industriepionier Carl Franz Bally. 1823 fing er mit einer eigenen Bandfabrikation in Schönenwerd an. 1836 gründete er in Bad Säckingen eine Zweigniederlassung. 1849 teilte er das Geschäft auf: Die Söhne Fritz Bally und Carl Franz Bally übernahmen die Elastik- und Hosenträgerfabrik in Schönenwerd. Peter II und Alexander bekamen die Bandweberei in Schönenwerd, Jean, Theodor und Gustav I die Bandweberei in Bad Säckingen. Seine Tochter Marie war mit dem Solothurner Politiker Johann Bonaventura Cartier verheiratet.